# Меган Трејнор
Меган Елизабет Трејнор (енгл. Meghan Elizabeth Trainor; 22. децембар 1993.) америчка је певачица, текстописац и продуцент. Рођена је у Нантакету.

## Биографија
Одрасла је у музичкој породици, а од своје једанаесте године пише и песме. Музичку каријеру започела је као текстописац за једну издавачку кућу, а своју љубав према певању преточила је у чак два албума "I'll Sing with You" и "Only 17", које је самостално и објавила. Почетком 2015, објавила је свој албум првенац под називом "Title", који је с првим синглом освојио светску сцену, а реч је о песми "All About That Bass". Први службени сингл такође је постао и њен први број један сингл на Billboardovoj Hot 100 листи, као и албум на Топ 200 листи. Осим што је постигла овај успех, критика је похвалила Меган и њену песму, која осим заразног ритма има и поруку. На албуму се налазе и песме "Lips Are Movin", "Dear Future Husband" и "Like I'm Gonna Lose You" за које је Меган снимила и спотове као синглове са којима је промовисала албум. Други студијски албум "Thank You" објављен је 13. маја 2016. са којих су се издвојиле песме "No" и "Me Too".

## Дискографија
- Title (2015)
- Thank You (2016)
- Treat Myself (2020)
- A Very Trainor Christmas (2020)
- Takin' It Back (2022)
- Timeless (2024)

### Видеографија
| Спот                           | Година | Режисер               |
| ------------------------------ | ------ | --------------------- |
| All About That Bass            | 2014   | Фатима Робинсон       |
| Lips Are Movin                 | 2014   | Филип Анделман        |
| Dear Future Husband            | 2015   | Фатима Робинсон       |
| Title                          | 2015   | Anthony Phan          |
| Marvin Gaye                    | 2015   | Марк Класфелд         |
| Like I'm Gonna Lose You        | 2015   | Constellation Jones   |
| Better When I'm Dancin         | 2015   | Филип Анделман        |
| Title                          | 2015   | Anthony Phan          |
| No                             | 2016   | Фатима Робинсон       |
| Me Too                         | 2016   | Хана Лукс Дејвис      |
| Better                         | 2016   | Тим Матиа             |
| I'm a Lady                     | 2017   | Хана Лукс Дејвис      |
| No Excuses                     | 2018   | Колин Тили            |
| Let You Be Right               | 2018   | Колин Тили            |
| Just Got Paid                  | 2018   | Dano Cerny            |
| Hey DJ (Remix)                 | 2018   | Justin Bare           |
| With You (Animation Video)     | 2019   | Робин Ајзенберг       |
| With You                       | 2019   | LIKEROMEO             |
| Wave                           | 2019   | Метју Кулен           |
| Nice to Meet Ya                | 2020   | Метју Кулен           |
| Make You Dance                 | 2020   | The Reggies           |
| You Don't Know Me              | 2020   | Reggie                |
| Holidays                       | 2020   | Sarah McColgan        |
| I Believe In Santa             | 2020   | Џош Форбс             |
| My Kind Of Present             | 2021   | Charm La'Donna        |
| Bad For Me                     | 2022   | Том Кер               |
| Made You Look                  | 2022   |                       |
| Made You Look (second version) | 2022   |                       |
| Mother                         | 2023   | Charm La'Donna        |
| Hands On Me                    | 2023   | Даниел Расел          |
| Wrap Me Up                     | 2023   | Крис Тартаро          |
| Been like This                 | 2024   | Лорен Дан,Филип ЛОпез |
| I'm a Dog Mom                  | 2024   | Лорен Дан             |
| To The Moon                    | 2024   | Филип Лопез           |
| Whoops                         | 2024   | Филип Лопез           |
| Mind Reader                    | 2025   |                       |